# Adenbüttel
Adenbüttel település Németországban, azon belül Alsó-Szászország tartományban. Lakosainak száma 1831 fő (2023. december 31.). Adenbüttel Didderse, Hillerse, Leiferde, Ribbesbüttel, Rötgesbüttel, Vordorf, Schwülper és Wendeburg községekkel határos.

## Fekvése
Gifhorntól délnyugatra fekvő  település.

## Története
Nevét 1226-ban említették először írásos dokumentumban. 1524-ben, a reformáció idején már említve volt protestáns temploma, mely egyik legkorábbi protestáns templom Alsó-Szászországban. A jelenlegi templom 1865-1866 között épült neogótikus stílusban a korábbi templom alapjaira.

## Nevezetességek
- protestáns temploma

## Népesség
A település népességének változása:
| Lakosok száma | 1742 | 1768 | 1444 | 1765 | 1815 | 1827 | 1831 |
|               | 2016 | 2017 | 2018 | 2019 | 2021 | 2022 | 2023 |